# 糠千
糠千（ぬかせん）は長野県の北東に位置する木島平村にある集落の一つである。糠塚と千ノ平2つの集落が合併した地区。

## 地理
- 河川：樽川
- 山：高社山

## 人口
122名(2011年現在)・世帯数は37世帯。

## 伝承
この地区には数多くの伝承が残されている。
- 鬼の首塚伝説
- 鐘ヶ淵伝説
- 金堀伝説

またここ糠千地区は、川中島の合戦の際に武田信玄と上杉謙信が通ったとされる。そのため、謙信寿司や謙信そばなど、古くから伝わる食事がある。

## 名所・旧跡・観光スポット
- 樽滝（樽川に懸かる雄滝と雌滝、そして毎年5月8日だけ現れる幻の滝がある）樽滝が放流される日には、糠千地区の人々によって構成されるものずき会によってそばが振舞われている。
- 八丁原

日本では初めてのヤーコンの生産地。また、ズッキーニやアスパラガスの産地でもある。
- 金山神社
- 炭焼き釜

また上流付近であるため、上質な水が取れる。そのため信州の地酒で有名な志賀泉酒造に使われる水でもある。

## 伝統行事
- どんど焼き-1月
- 樽滝の放流-毎年5月8日
- 夏祭り-8月
- 秋祭り-9月
- 新そば祭り-11月

前述の秋祭りでは、獅子舞を見ることが出来る。糠千地区の獅子舞は一般にみられる雄獅子ではなく雌獅子である。この雌獅子は大変珍しい。そのため長野オリンピックでその舞いを披露した経歴をもつ。

## その他
2011年現在、木島平村と早稲田大学の産学連携プロジェクトにより、この地区の活性化が盛んに行われている。
2016年現在、木島平村と金沢大学の域学連携プロジェクトにより、学生の受け入れを行っている。